# شبیه‌ساز زیردریایی

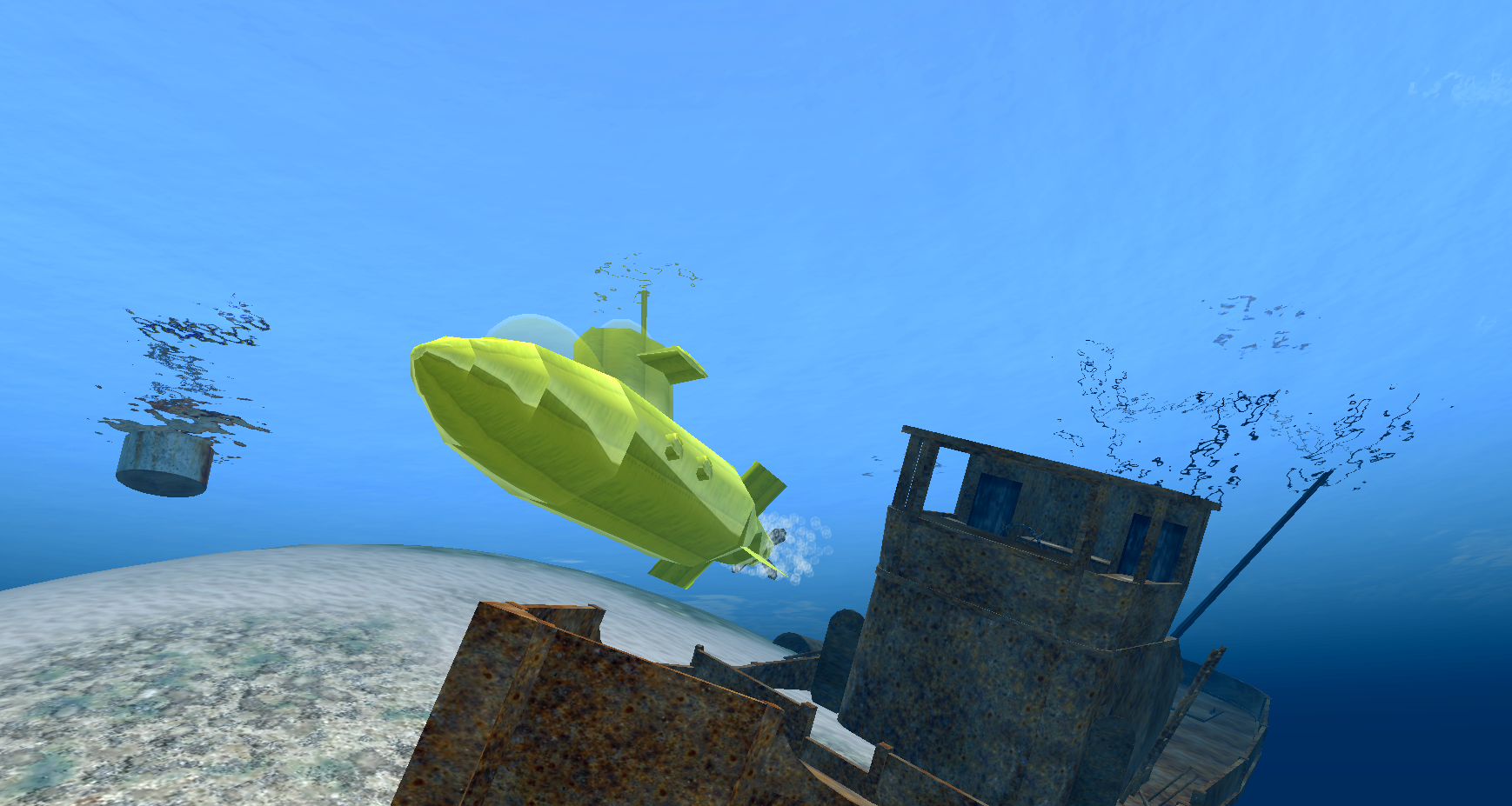
زیردریایی در زندگی دوم

شبیه‌ساز زیردریایی معمولاً یک بازی رایانه ای است که در آن بازیکن کنترل یک زیردریایی را به عهده می‌گیرد. شکل معمول بازی رفتن به یک سری مأموریت است که در هر یک از آنها چندین نبرد وجود دارد که هدف آن غرق کردن کشتی‌های سطحی و جان سالم به در بردن از ضدحمله‌های ناوشکن است. شبیه‌سازهای زیردریایی به دلیل سرعت بسیار متغیر بازی قابل توجه هستند. ممکن است ساعت‌ها زمان شبیه‌سازی شده طول بکشد تا در موقعیتی قرار بگیرید تا به کاروانی که به خوبی از آن دفاع شده‌است، حمله کنید. و شبیه‌سازهای فرعی معمولاً گزینه‌ای را در اختیار بازیکنان قرار می‌دهند تا نسبت زمان واقعی به زمان شبیه‌سازی‌شده را به‌صورت دلخواه تنظیم کنند.
اکثر شبیه‌سازهای زیردریایی از جنگ جهانی دوم به عنوان صحنه استفاده می‌کنند. جنگ‌های زیردریایی آن طولانی و شدید بود، مطالب تاریخی گسترده‌است، و توانایی‌های محدود زیردریایی‌های آن دوره، امتیاز بالایی بر مهارت بازی کردن دارد. بازی‌ها معمولاً شامل زیردریایی‌های ایالات متحده در اقیانوس آرام یا او-بوت‌های آلمانی در اقیانوس اطلس هستند. دسته محبوب دیگر زیردریایی‌های تهاجمی مدرن، به ویژه زیردریایی‌های  Los Angeles کلاس هستند که پس از شماره شناسایی بدنه اولین کشتی این کلاس به نام "688s" نیز شناخته می‌شود.
نمایشگرهای بازی به‌طور کلی شامل یک نقشه بالای سر یا نمای «رادار»، نشان دادن زیردریایی و هر کشتی که موقعیت آن قابل تشخیص است، نمای پریسکوپ در صورتی که زیردریایی به اندازه کافی به سطح نزدیک باشد، مجموعه ای از سنج‌ها که عمق و مسیر را نشان می‌دهد و یک قایق است. طرحی که در دسترس بودن اژدر، آسیب به زیرسیستم‌های مختلف و سایر مشکلاتی که ممکن است در بازی رخ دهد را نشان دهد.
اولین شبیه‌ساز زیردریایی در دسترس عموم غیرنظامی Thorn EMI's فرمانده زیردریایی در سال ۱۹۸۲ بود.

## عنوان‌ها
| عنوان | سال انتشار |
| --- | ---------- |
| 1914 Shells of Fury                                                                                        | ۲۰۰۷       |
| زیردریایی نبرد                                                                                             | ۱۹۹۵       |
| 688 Attack Sub                                                                                             | ۱۹۸۸       |
| 688(I) Hunter/Killer                                                                                       | ۱۹۹۷       |
| Aces of the Deep                                                                                           | ۱۹۹۴       |
| AquaNox series. (Heavily stylized, futuristic series sharing more in common with space combat simulators.) | ۱۹۹۶–۲۰۲۰  |
| Archimedean Dynasty (First game of AquaNox series)                                                         | ۱۹۹۶       |
| باروتروما                                                                                                  | ۲۰۱۹–      |
| کاپیتان سونار                                                                                              | ۲۰۱۶       |
| آب‌های سرد                                                                                                  | ۲۰۱۷       |
| Command: Aces of the Deep                                                                                  | ۱۹۹۵       |
| عمق شکست: شبیه‌ساز U-Boat                                                                                   | ۲۰۲۱       |
| آبهای خطرناک                                                                                               | ۲۰۰۵       |
| Danger from the Deep (Open source)                                                                         | ۲۰۰۳       |
| Das Boot: German U-Boat Simulation                                                                         | ۱۹۹۰–۹۱    |
| Deadly Tide                                                                                                | ۱۹۹۶       |
| Depthcharge                                                                                                | ۱۹۷۷       |
| Deep Fighter: The Tsunami Offensive                                                                        | ۲۰۰۰       |
| Dive to the Titanic                                                                                        | ۲۰۱۰       |
| Enigma: Rising Tide                                                                                        | ۲۰۰۳/۲۰۰۵  |
| Fast Attack: High Tech Submarine Warfare                                                                   | ۱۹۹۶       |
| GATO | ۱۹۸۴       |
| Grey Wolf: Hunter of the North Atlantic                                                                    | ۱۹۹۴       |
| Harpoon | ۱۹۸۹       |
| The Hunt for Red October                                                                                   | ۱۹۸۷–۹۰    |
| Hunter Killer                                                                                              | ۱۹۸۹       |
| Iron Wolves                                                                                                | ۱۹۹۶       |
| Iron Wolf VR (virtual reality game, early access)                                                          | ۲۰۱۷       |
| OpenSSN (Open source)                                                                                      | ۲۰۱۰       |
| Operation Neptune                                                                                          | ۱۹۹۱       |
| Periscope                                                                                                  | ۱۹۶۶       |
| Radar Mission (Mode B)                                                                                     | ۱۹۹۰       |
| Red Storm Rising                                                                                           | ۱۹۸۸       |
| Sea Wolf                                                                                                   | ۱۹۸۳       |
| Silent Depth Submarine Simulation                                                                          | ۲۰۱۶, ۲۰۱۸ |
| Silent Service series                                                                                      | ۱۹۸۵, ۱۹۹۰ |
| Silent Hunter                                                                                              | ۱۹۹۶       |
| Silent Hunter II                                                                                           | ۲۰۰۱       |
| Silent Hunter III                                                                                          | ۲۰۰۵       |
| Silent Hunter 4: Wolves of the Pacific                                                                     | ۲۰۰۷       |
| شکارچی خاموش ۵: نبرد اقیانوس اطلس                                                                          | ۲۰۱۰       |
| Silent Steel                                                                                               | ۱۹۹۵       |
| SSN-21 Seawolf                                                                                             | ۱۹۹۴       |
| Steel Diver                                                                                                | ۲۰۱۱       |
| Submarine Commander                                                                                        | ۱۹۸۲       |
| Sub Battle Simulator                                                                                       | ۱۹۸۷–۸۸    |
| Sub Command                                                                                                | ۲۰۰۱       |
| Sub Culture                                                                                                | ۱۹۹۷       |
| Sub Hunt                                                                                                   | ۱۹۸۲       |
| Sub Hunter                                                                                                 | ۱۹۷۷       |
| Sub Mission                                                                                                | ۱۹۸۶       |
| Subwar 2050                                                                                                | ۱۹۹۴       |
| Tom Clancy's SSN                                                                                           | ۱۹۹۶       |
| UBOAT | ۲۰۱۹       |
| U-Boat Simulator (Android)                                                                                 | ۲۰۱۳       |
| Up Periscope!                                                                                              | ۱۹۸۶       |
| Virtual Sailor                                                                                             | ۱۹۹۹       |
| Wolfpack                                                                                                   | ۱۹۹۰       |
| Wolfpack                                                                                                   | ۲۰۱۹       |

بازی ماجراجویی نام رمز: ICEMAN (1989) توسط سییرا انترتینمنت شامل یک قسمت شبیه‌ساز زیردریایی بود.
بازی شبیه‌ساز وسیله نقلیه عملیات دریایی: کشتی جنگی توپچی ۲ (۲۰۰۶) توسط کویی دارای بدنه زیردریایی است و بازیکن را در چندین مأموریت خلبانی زیردریایی قرار می‌دهد، اگرچه چندین مأموریت دیگر نیز برای استفاده از زیردریایی محدود شده‌است.

## شبیه‌سازهای AUV
همچنین تعدادی شبیه‌ساز برای روبات‌های زیر آب مانند سامانه‌های خودگردان زیر آبی وجود دارد. این شبیه‌سازها معمولاً توسط مؤسسات تحقیقاتی برای آزمایش الگوریتم‌های کنترل و هماهنگی ربات قبل یا در حین توسعه یک زیردریایی استفاده می‌شوند. یکی از آنها UWSim، شبیه‌ساز زیر آب است که در IRSLab برای تحقیق و توسعه رباتیک دریایی توسعه یافته‌است. UWSim با پروژه‌های تحقیقاتی RAUVI و TRIDENT به عنوان ابزاری برای آزمایش و یکپارچه سازی الگوریتم‌های ادراک و کنترل قبل از اجرای آنها بر روی ربات‌های واقعی شروع شد و تا به امروز به توسعه خود ادامه داده‌است.